# NGC 225
NGC 225 o Ammasso della barca a vela è un ammasso aperto visibile nella costellazione di Cassiopea.

## Osservazione

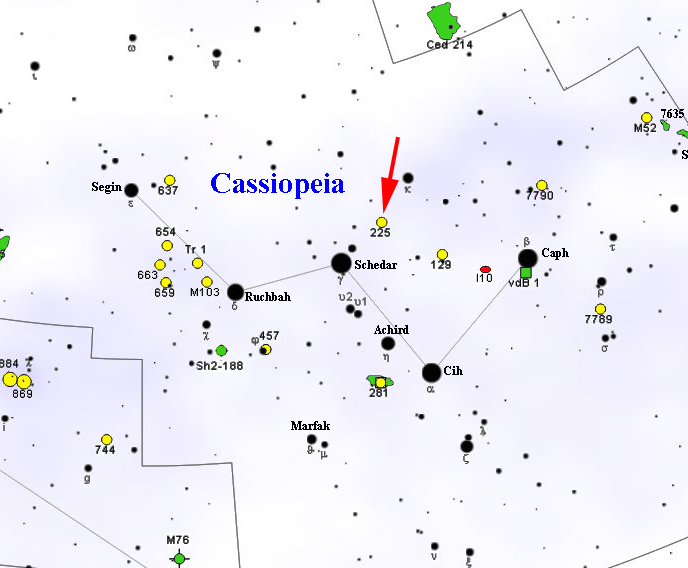
Mappa per individuare NGC 225.

Si individua con facilità grazie alla sua posizione intermedia fra le stelle γ Cassiopeiae e κ Cassiopeiae; si trova in direzione di un campo stellare molto ricco di stelle deboli. Può essere individuato anche con un binocolo 10x50, attraverso cui si presenta come una macchia chiara nella quale sono evidenti diverse stelle poco appariscenti; con un telescopio da 100mm si notano una ventina di componenti fino alla magnitudine 11 ben separate fra loro e disperse su un diametro di 12'. I campi stellari verso nord appaiono fortemente oscurati da dense nubi di polveri; nelle foto a lunga esposizione si evidenzia in questa direzione la nebulosa a riflessione vdB 4.
La declinazione fortemente settentrionale di quest'ammasso favorisce notevolmente gli osservatori dell'emisfero nord, da cui si presenta circumpolare fino alle latitudini medio-basse; dall'emisfero australe d'altra parte resta piuttosto basso e non è osservabile dalle aree lontane dalla zona tropicale. Il periodo migliore per la sua osservazione nel cielo serale è quello compreso fra agosto e gennaio.

## Storia delle osservazioni
NGC 225 venne individuato per la prima volta da Caroline Lucretia Herschel nel 1784 attraverso un telescopio riflettore da 4,2 pollici e segnalato a suo fratello William. Il figlio di quest'ultimo, John, lo riosservò e lo inserì poi nel suo General Catalogue of Nebulae and Clusters col numero 120.

## Caratteristiche
NGC 225 è un ammasso aperto poco concentrato la cui distanza è stimata attorno ai 657 parsec (2142 anni luce), in una zona interna al Braccio di Orione a breve distanza dall'ammasso NGC 133 e dalla regione di Cepheus OB4; lungo la sua linea di vista si estende un sistema di nebulosità situate in primo piano, su cui spiccano la nebulosa oscura LDN 1297 e la nebulosa a riflessione vdB 4.
La sua età è stimata sui 120-130 milioni di anni al massimo ed è limitata verso l'alto dalla presenza di una stella di classe spettrale B6,5 ancora nella fase di sequenza principale; sono note 28 componenti fino alla magnitudine 16,1, cui si aggiunge una possibile stella fuggitiva. La massa totale dell'ammasso è stimata fra le 59 e le 88 M⊙.